# Payson (Arizona)
Payson es un pueblo ubicado en el condado de Gila en el estado estadounidense de Arizona. En el Censo de 2010 tenía una población de 15 301 habitantes y una densidad poblacional de 30,338 personas por km².

## Geografía
Payson se encuentra ubicado en las coordenadas 34°14′38″N 111°19′8″O / 34.24389, -111.31889. Según la Oficina del Censo de los Estados Unidos, Payson tiene una superficie total de 50.43 km², de la cual 50.42 km² corresponden a tierra firme y (0.04%) 0.02 km² es agua.

## Demografía
Según el censo de 2010, había 15.301 personas residiendo en Payson. La densidad de población era de 303,38 hab./km². De los 15.301 habitantes, Payson estaba compuesto por el 91.63% blancos, el 0.42% eran afroamericanos, el 2.32% eran amerindios, el 0.66% eran asiáticos, el 0.12% eran isleños del Pacífico, el 3.1% eran de otras razas y el 1.74% pertenecían a dos o más razas. Del total de la población el 9.68% eran hispanos o latinos de cualquier raza.